# 派勒特 (北卡羅萊納州富蘭克林縣)
派勒特（英語：Pilot）是位於美國北卡羅萊納州富蘭克林縣的非建制地區。

## 歷史
派勒特的郵局於1895年設立，其後於1905年停運。

## 地理
派勒特所處的海拔為高於海平面108米（即354英呎），而該地所採用的時區為UTC-5，即北美东部时区（EST）。同時該地設有夏令時間，為UTC-5調快一小時，即UTC-4（EDT）。